# Élections municipales brésiliennes de 2024
Les élections municipales brésiliennes de 2024 ont lieu le 6 octobre 2024, avec un second tour fixé le 27 octobre 2024, si nécessaire. Ces élections désigneront le maire et les membres du Conseil municipal,.
Ces élections sont analysées comme une victoire pour les partis du Centrão, qui regroupe les partis  centristes. Le Mouvement démocratique brésilien (MDB) se maintint comme le plus grand parti du Brésil en remportant le plus grand nombre de conseillers, et le parti Progressistes (PP), le Parti social démocratique (PSD), le Parti libéral (PL) et l’Union Brésil complètent la liste des cinq partis ayant obtenu le plus de conseillers élus au premier tour.
À gauche, le Parti des travailleurs (PT) échoue à capitaliser sur le bilan de Lula da Silva à la tête du gouvernement, marqué par le recul de la pauvreté et du chômage et la stabilité économique. Le parti remporte une cinquantaine de municipalités de plus que les 180 obtenues en 2020 mais ne gagne aucune des 26 capitales au premier tour et perd notamment la ville d’Araraquara (230 000 habitants, État de São Paulo). Mis en difficulté à la suite de sa contre-performance lors des élections municipales de 2020 , le parti de Lula avait dû renoncer à présenter ses propres candidats dans la plupart des capitales régionales, préférant soutenir des candidats d’autres partis, comme le maire sortant centriste Eduardo Paes à Rio de Janeiro et Guilherme Boulos, du Parti socialisme et liberté, à São Paulo.

## Système électoral
Les élections se dérouleront selon un système à deux tours, appliqué dans les villes comptant plus de 200 000 électeurs. Si aucun candidat à la mairie n'obtient plus de 50 % des voix au premier tour, un second tour est organisé entre les deux candidats ayant obtenu le plus grand nombre de voix.

## Campagne
La période de campagne commence officiellement le 16 août, les candidats étant autorisés à faire de la publicité sur leurs plateformes, y compris sur Internet. Le temps d'antenne gratuit à la radio et à la télévision débutera le 30 août, offrant ainsi aux candidats une plateforme leur permettant d'atteindre un public plus large.

## Campo Grande

### Arrière-plan
Campo Grande (État du Mato Grosso do Sul), connue pour sa diversité culturelle et son rôle économique important dans la région, a une histoire d'élections compétitives. Les élections municipales font partie d'un processus électoral plus large qui a lieu tous les quatre ans, au cours duquel les électeurs de tout le Brésil élisent des responsables locaux dans plus de 5 500 municipalités.

### Candidats
Les candidats notables incluent ,,:
- Rose Modesto (União Brasil) : ancienne députée fédérale en tête des sondages avec un soutien important.
- Adriane Lopes (PP) : la maire sortante cherche à être élue, avec une base solide dans l'administration de la ville.
- André Puccinelli (MDB) : Un ancien gouverneur exprimant son intérêt à revenir à la politique locale.
- Beto Pereira (PSDB-MS) : Député fédéral soutenu par le gouverneur de l'État pour la course à la mairie.
- Camila Jara (PT-MS) : Députée fédérale représentant le Parti des Travailleurs aux élections.